# Alpine Select
Die Alpine Select AG mit Sitz in Zug ist eine Schweizer Investmentgesellschaft.
Ihr Zweck ist der direkte oder indirekte Erwerb, die dauernde Verwaltung und Veräusserung von Beteiligungen an in- und ausländischen Gesellschaften aller Art sowie von in- und ausländischen Kollektivanlagen aller Art.  
Alpine Select wurde 1997 gegründet und ist an der Schweizer Börse SIX Swiss Exchange kotiert.
Als Präsident von Alpine Select amtet Raymond Bär, der auch Ehrenpräsident der Bank Julius Bär ist.